# Lactarius salicis-herbaceae
Espèce
Statut de conservation UICN

 VU  : Vulnérable
Lactarius salicis-herbaceae est une espèce de champignons de la famille des Russulaceae.

## Systématique
Le nom correct complet (avec auteur) de ce taxon est Lactarius salicis-herbaceae Kühner.
Lactarius salicis-herbaceae a pour synonyme :
- Lactarius salicis-herbaceae var. immutabilis Kühner

## Statut de protection
Une étude, publiée en avril 2024, menée conjointement en France par l’UICN, l’OFB, le MNHN et l’AdoniF sur le statut de conservation dans le pays de plus de 250 champignons ; classe cette espèce Lactarius salicis-herbaceae dans la catégorie VU (vulnérable),.